# Християнська богословська академія у Варшаві
Християнська богословська академія (пол. Chrześcijańska Akademia Teologiczna (ChAT) — публічний (державний) вищий навчальний заклад, що займається підготовкою студентів в області гуманітарних та теологічних наук. Академія має право надавати наукові ступені доктора та габілітованого доктора богословських наук.